# Запљусје
Запљусје (рус. Заплюсье) насељено је место са административним статусом варошице (рус. посёлок городского типа) на западу европског дела Руске Федерације. Налази се у северном делу Псковске области и административно припада Пљушком рејону.
Према проценама националне статистичке службе за 2015. у вароши је живело 1.103 становника.
Статус насеља урбаног типа, односно варошице носи од 1961. године.

## Географија
Варошица Запљусје налази се на крајњем северу Псковске области, на северу Пљушког рејона, уз саму границу са Лушким рејоном Лењинградске области. Варошица је смештена у горњем делу тока реке Пљусе, североисточно од Запљуског језера. налази се на око 102 километра североисточно од обласног центра Пскова, односно на око 176 километара југоисточно од Санкт Петербурга.
Кроз варошицу пролази друмска и железничка саобраћајница која повезује Санкт Петербург са Псковом.

## Историја
Године 1953. започели су први радови на припреми локалитета Запљуски Мох за интензивну експлоатацију тресета. Већ две године касније почела је градња погона за екстракцију тресета, али и потпуно новог насеља за потребе запослених у фабрици. Експлоатација је започела већ 1958. године, а сав тресет који се ту вадио транспортован је за потребе индустрије у Лењинграду. Новоосновано насеље добиле је име по оближњем селу основаном вероватно средином XV века. Експлоатација тресета је и данас најважнији извор прихода у насељу.
Запљусје добија административни статус урбаног насеља у рангу варошице 10. априла 1961. године.

## Демографија
Према подацима са пописа становништва 2010. у вароши је живело 1.096 становника, док је према проценама националне статистичке службе за 2015. варошица имала 1.103 становника.
| 1939. | 1959. | 1970. | 1979. | 1989. | 2002. | 2010. | 2015. |
| ----- | ----- | ----- | ----- | ----- | ----- | ----- | ----- |
| ---   | ---   | 2.341 | 2.092 | 1.896 | 1.393 | 1.096 | 1.103 |